# Eerste Kamerverkiezingen 2011/Kandidatenlijst/SP
De kandidatenlijst voor de Eerste Kamerverkiezingen 2011 van de SP werd als volgt vastgesteld:

## Lijst
1. Tiny Kox
2. Tineke Slagter-Roukema
3. Eric Smaling
4. Arjan Vliegenthart
5. Arda Gerkens
6. Geert Reuten
7. Bob Ruers
8. Tuur Elzinga
9. Nanneke Quik-Schuijt
10. Ineke Palm
11. Erik Meijer
12. Hugo Polderman
13. Paul Lempens
14. Meta Meijer
15. Leo Steenbakkers
16. Peter Verschuren
17. Remi Poppe
18. Mahmut Erciyas
19. Alie Dekker-van het Hof
20. Tjitske Siderius
21. Trix de Roos-Consemulder
22. Peter Lucassen
23. Frans Mulckhuijse
24. Jos van der Horst
25. Hans-Martin Don
26. Mariska ten Heuw
27. Willem Bouman
28. Rikus Brader
29. Sineke ten Horn
30. Riet de Wit-Romans

1995 · 1999 · 2003 · 2007 · 2011 · 2015 · 2019 · 2023